# Asesinato de León Trotski
El político y revolucionario ruso León Trotski fue asesinado en agosto de 1940 durante su exilio México por Ramón Mercader, un agente español de la NKVD soviética, por orden de Iósif Stalin.

## Asesinato
Iósif Stalin ordenó el asesinato de Trotski durante su exilio en México. Kótov, agente de la NKVD encargado de las operaciones contra este en México, se valió de dos comunistas españoles, Caridad Mercader y Ramón Mercader (madre e hijo), para llevar a cabo el plan. Ramón Mercader se había trasladado a Nueva York y de allí a México con el pasaporte de un brigadista canadiense fallecido, Frank Jackson, en septiembre de 1939.
Aunque la casa en la que vivía Trotski estaba fuertemente custodiada, Ramón Mercader (conocido con el alias de «Jacques Mornard») logró infiltrarse en su círculo ganándose la confianza de una de las secretarias de Trotski, Silvia Ageloff, con la que incluso mantuvo un noviazgo formal premeditado y planeado para perpetrar el magnicidio. Conoció a Trotski a finales de mayo de 1940 y visitó a la familia en una decena de ocasiones, haciéndose pasar por un simpatizante algo escéptico. A pesar del refuerzo de la seguridad tras el atentado de mayo, el propio Trotski no seguía las normas de seguridad y se permitía a Mercader, que se había ganado la confianza de la familia, penetrar en el complejo residencial sin que se lo registrase.

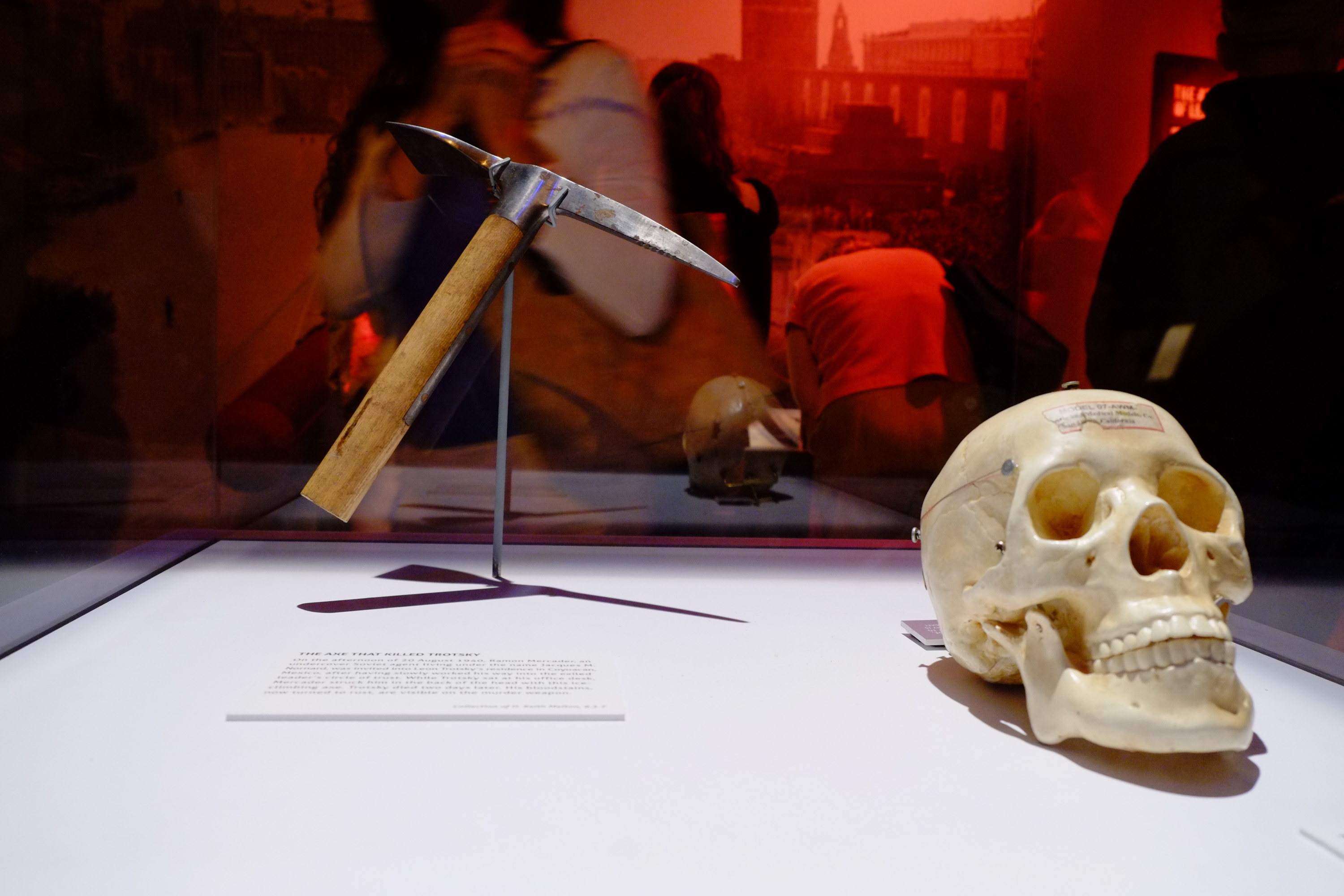
Piolet que sirvió para matar a Leon Trotsky montado junto a una reproducción de su craneo en el Museo Internacional del Espionaje (EEUU).

La tarde del asesinato, Trotski se encontraba trabajando en su despacho cuando Mercader apareció con mal aspecto alrededor de las 17:20. A pesar de quejarse de sed, llevaba sombrero y portaba un abrigo. Solicitó ver a Trotski para mostrarle un artículo. Con este pretexto subió al despacho y, mientras este se hallaba sentado, se acercó a él por la espalda y le clavó salvajemente en la cabeza un piolet que extrajo de un bolsillo del abrigo. El grito de Trotski se oyó en toda la casa; sus custodios acudieron rápidamente pero no se pudo hacer nada. Trotski logró derribar a su asaltante, salir de la habitación y comunicar a su esposa la identidad del asaltante antes de caer desvanecido. El doctor Wenceslao Dutrem junto a los médicos fueron llamados a la escena e intenta salvarle la vida. El nieto de Trotrski afirma que "Cuando mi abuelo sufrió el terrible atentado, la familia lo llamó, su número estaba a mano en la agenda de casa", explica Volkov refiriéndose al Dr Dutrem.

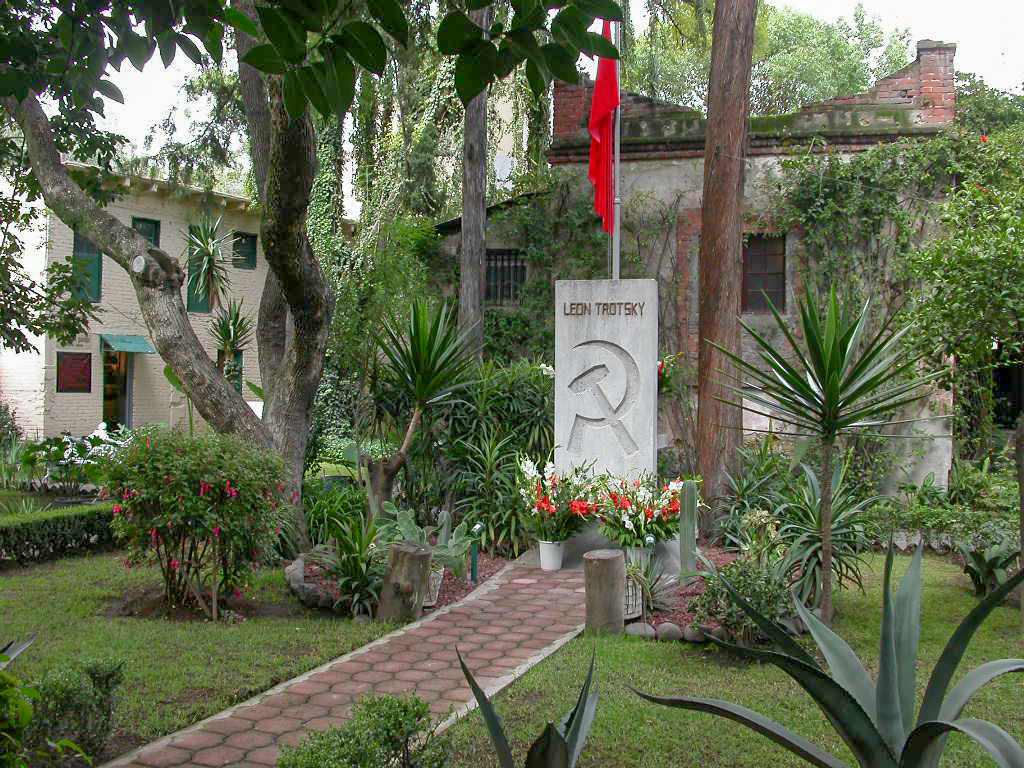
Tumba de Trotski en su casa de Coyoacán, México.

Trotski cayó en coma y falleció al día siguiente, el 21 de agosto de 1940, en el Puesto Central de Socorros de la Cruz Verde. Cabe señalar que a sus exequias celebradas en la capital mexicana asistieron cerca de trescientas mil personas, en una ciudad que por aquel entonces contaba con unos cuatro millones de habitantes.[cita requerida] Su asesino fue condenado a diecinueve años de prisión; liberado en 1960, la Unión Soviética le otorgó la condecoración de Héroe de la Unión Soviética.